# Callipallene africana
Callipallene africana là một loài nhện biển trong họ Callipallenidae. Loài này thuộc chi Callipallene. Callipallene africana được miêu tả khoa học năm 1988 bởi Arnaud & Child.